# マヌイル・カンダクジノス
マヌイル・カンダクジノス（Μανουήλ Παλαιολόγος Καντακουζηνός, ローマ字転写: Manouel Palaiologos Kantakouzenos, 1326年頃 - 1380年4月10日）は東ローマ皇帝ヨアニス6世カンダクジノスの次子、モレアス専制公領初代統治者（在位：1349年10月25日 - 1380年4月10日）。古典式慣例表記ではマヌエル・カンタクゼノス。

## 生涯
1342年、皇帝宣言をした父ヨアニス6世の挙兵に伴い、16歳の若さで兄マテオスと共に軍団に同行し、翌1343年にはマケドニア西部の都市ヴェリアの行政官に任じられた。マヌイルは当時、東ローマ帝国宮廷に仕えていたイェルサレム王国王位継承者ギー・ド・リュジニャン（アルメニア王コスタンディン4世）の娘イザベルと既に婚約していたが、父がセルビア王ステファン・ウロシュ4世ドゥシャンとの同盟に乗り出した時、ドゥシャン側近のヨヴァン・オリヴェルの娘との婚約が計画された。しかし、間もなくヨアニス6世とドゥシャンの関係が悪化し、またマヌイル自身が希望した事もあり、最初の婚約者イザベルとの結婚が確定した。
マヌイルは父ヨアニスが内乱に勝利しコンスタンティノポリス入城を果たした（1347年）時もヴェリアに留まっていたが、マケドニアを征服したドゥシャンによって包囲を受けて窮地に陥るが、辛くも脱出して首都に帰還する。直後に義兄弟ニキフォロス2世ドゥカス・オルシーニと共に父から専制公に叙せられ、ギリシア正教に改宗してマリアと改名したイザベル・ド・リュジニャンと結婚した。翌1348年のジェノヴァ人との戦争に於いては首都駐留軍の指揮官を務めている。
マヌイルの人生にとって大きな転機となったのは1349年のペロポニソス半島への派遣であった。彼は約300人の護衛隊と共に同年10月25日に半島に到着し、この日がいわゆるモレアス専制公領の発足の日となった。以後、彼は生涯この半島に留まって活動を続ける事になった。
当時のペロポニソス半島は内乱の影響で完全に無政府状態と化しており、マヌイルは行政官として、基礎からの再建を余儀なくされた。彼は混乱を収拾し、農民を保護して生産力の回復に努め、また都市には減税措置を発して復興を支援した。これらの政策は短期間の内に成果を見せてペロポニソスは著しい復興ぶりを遂げた。彼はまた行政府ミストラスの人口増加に対応する為、市域を拡大して城壁を新設して城塞都市として整備を行った。また、彼自身の居所として宮殿を造営し、宮殿付属の聖ソフィア聖堂を建立した。ミストラスには間もなく首都や周辺地域から様々な文化人の移住する文化都市となったが、その基礎の殆どはマヌイルが築いたものである。
しかし、間もなくマヌイルの前には、反抗的な土着有力者が立ちはだかる事になった。彼らは遠いコンスタンティノポリスから派遣されてきたこの行政官に敵意を抱き、徒党を組んで数度にわたり反乱を起こした。しかしマヌイルは優れた指揮官であり、護衛隊も精鋭であったので、規律に劣る反乱軍は敗退して服属を余儀なくされた。なお、この反乱鎮圧に際しマヌイルはアルバニア人傭兵部隊を補助兵力として用いたが、これがペロポニソス半島に於ける最初のアルバニア人移住であったと考えられている。
マヌイルの居たペロポニソス半島は帝国の本土からは遠く離れた飛び地であったので、再開された父ヨアニス6世及び兄マテオスと義兄弟ヨアニス5世パレオロゴスとの内乱には巻き込まれなかった。しかし1354年、父ヨアニス6世が廃位されると、ヨアニス5世は遠隔領土であるペロポニソス半島からもカンダクジノス家の勢力を放逐しようと試み、翌1355年にミハイル及びアンドレアスのアサン（ブルガリア帝国アセン家の子孫）兄弟を彼に代わる行政官として派遣し、なおマヌイルに対して反抗心を抱いていた有力者がこれに迎合した。マヌイルは再度、実力でこれらの反対勢力を打ち破り、最終的にヨアニス5世の計画を断念させ自身の地位を承認させた。また、1357年に兄マテオスが最終的に帝位を退いてペロポニソスに隠退した時も、マヌイルとマテオスの交代が取り沙汰されて両者の間に緊張が生じたが、間もなく父ヨアニスの説得で和解を果たし、兄とその家族を受け入れた（1361年）。以後、モレアス専制公領は内政的には安定した状況が続く事となった。
マヌイルは対外的にも積極的な活動を見せ、海賊として侵入を繰り返していたトルコ人勢力に対して周辺のラテン人勢力と同盟し、トルコ人と同盟したカタルーニャ・アテネ公国軍をメガラの海戦にて打ち破っている（1363年）。その後発生したアカイア公国の継承者争いでは妻の親族リュジニャン家の候補者を支援している。
マヌイルは1380年4月10日にミストラスで亡くなり、自らが建立した聖ソフィア聖堂（別名ゾオドトス・ピギ修道院）に埋葬された。妻イザベル－マリアとの間には子供は生まれず、マリアは義兄マテオスに専制公領の統治を託してキプロス王国に去った。
マヌイル・カンダクジノスは疑いなく優れた行政官・将軍であり、それはモレアス専制公領の建設と発展という舞台で遺憾なく発揮された。東ローマ帝国最後の政治的・文化的繁栄の舞台を用意したその功績は大なるものがある。彼自身は著作を残していないが、高い教養を持ち、文化人との交流も盛んであった。当時の文化人の一人は、若き日のマヌイルを「殆ど全ての徳を備えた、理想的な君主」と称賛している。

（本項目の表記は中世ギリシア語の発音に依拠した。古典式慣例表記については各リンク先の項目を参照）